# Mary Mrozińska

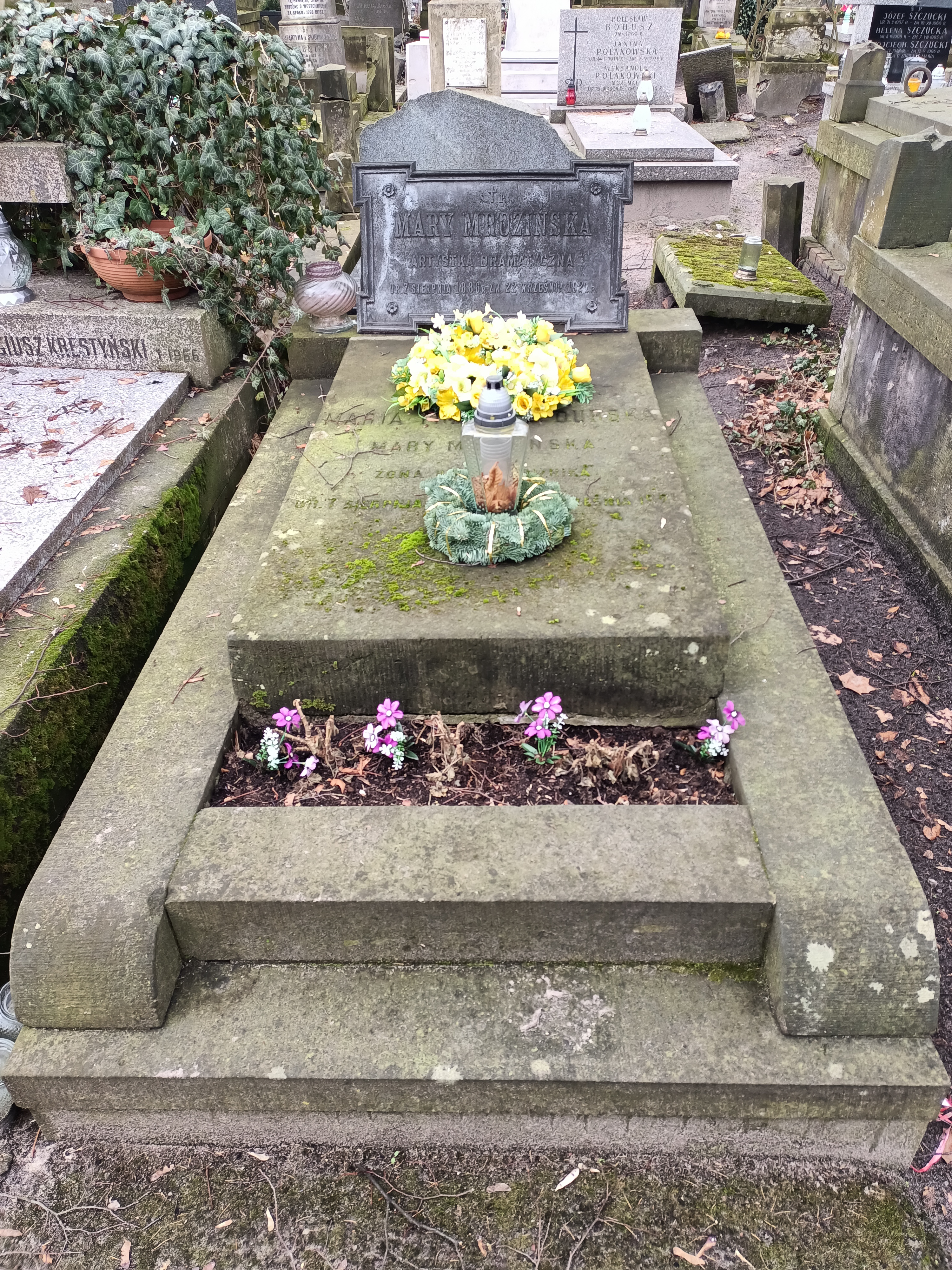
Grób Marii Mrozińskiej na cmentarzu Powązkowskim w Warszawie

Maria (Mary) Mrozińska (ur. 7 sierpnia 1886, zm. 22 września 1921 w Warszawie) – polska aktorka teatralna i filmowa.

## Życiorys
W 1907 roku ukończyła Klasę Dramatyczną przy Warszawskim Towarzystwie Muzycznym, a następnie występowała w zespołach objazdowych. Pod koniec 1908 roku Arnold Szyfman zatrudnił ją do tworzonego kabaretu Momus, gdzie była jedyną kobietą. W zespole tym występowała do marca 1910 roku, a następnie grała na scenach warszawskich: Teatrze Małym oraz Teatrze Maska. W latach 1910–1911 wraz z częścią zespołu Momusa grała m.in. w Wiedniu, Pradze i Moskwie. Po powrocie była członkinią stołecznych zespołów teatralnych: Teatru Letniego (1911-1912, 1914-1916), Teatru Miniatury (1912), Teatru Małego (po 1916), Teatru Nowoczesnego (1916) oraz połączonych zespołów Teatrów: Małego i Polskiego (1918-1922). Ponadto występowała w Kijowie (Teatr Polski, 1914) oraz Wilnie (Teatr Lutnia, 1921).
Kształciła się w pilotażu lotniczym. W 1914 określana jako pierwsza polska lotniczka.
Była żoną Antoniego Durskiego-Trzaska – wojskowego i dyplomaty. Została pochowana na Cmentarzu Powązkowskim w Warszawie (kw. 175 rz. 3 m. 10).

## Filmografia
- Antek Klawisz, bohater Powiśla (1911)
- Antek kombinator (1913)
- Chcemy męża (1916)
- Rozporek i Ska (1918) – Gizela, przyjaciółka Złotowąsa